# オムネク・オネク
オムネク・オネク（Omnec Onec, 1948年 - ）　本名：シーラ・クリスティーナ・シュルツ（Shiela Christina Schultz）
『Ufo From Venus I Came』（Wendelle Stevens）の著者。

## 略歴
アストラル界の金星の都市・チュートニアから地球で残した自身のカルマの清算と金星のマスターから言い渡された使命を果たすために、幼少時に体を物理的な波動に落とし、1952年にアストラル界と物理的世界の中継都市・レッツから宇宙船で地球に飛来し、チベットの寺院で3年間過ごした後に、アーカンソー州で交通事故で死亡した7歳の少女と事故現場で入れ替わり、アメリカ人として生活し始めたと述べている。
テネシー州チャタヌーガで学校生活を送るが、後にシカゴに移る。スタン・シュルツ（Stan Schultz）と結婚。1976年に離婚をした後、ドイツに移り、1992年から世界平和のためのワークショップや講演などで欧州を回る。

## 著作リスト
- 私はアセンションした惑星から来た（益子祐司/訳、徳間書店 2008年3月 ISBN 978-4-19-862503-0　リスト下の「至高なる神性の法則」に改題新装
- 地球人になった金星人オムネク・オネク（益子祐司/訳、徳間書店 2011年2月 ISBN 978-4-19-863114-7
- DVDから語りかける 金星人オムネク・オネク　地球を救う愛のメッセージ（益子祐司/訳、徳間書店 2011年12月 ISBN 978-4-19-863308-0
- 金星人オムネクとの対話 スターピープルたちにいま伝えたいこと（益子祐司/訳、T.O.エンタテイメント 2013年11月 ISBN 978-4-86472-185-1
- アセンションした惑星からやってきた 金星人オムネクの答え ユニバーサル・スピーシーズである地球人へ（益子祐司/訳、徳間書店 2022年4月 ISBN 978-4-19-865443-6 金星人オムネクとの対話の改訂版
- 至高なる神性の法則　次元上昇した「金星」の真相と地球の未来（益子祐司/訳、徳間書店 2023年3月 ISBN 978-4-19-865529-7『私はアセンションした惑星から来た』の改題新装版